# Salomón Rosas
Enrique Salomón Rosas Ramírez (29 de julio de 1962) es un político mexicano.

## Inicios

### Estudios e inicios en el PRI
Estudió la carrera de derecho en la Universidad Iberoamericana entre 1981 y 1985.
Una vez que Mariano Piña Olaya tomó protesta como diputado, fue nombrado asesor de la Comisión Dictaminadora del Colegio Electoral para la Integración de la LII Legislatura de la Cámara de Diputados y, posteriormente, secretario de técnico de la Comisión Especial de Bienes de la Cámara de Diputados. Entre 1984 y 1985 se desempeñó como asesor del director general en la Secretaría de Programación y Presupuesto. También, fungió como secretario particular del coordinador general de Delegaciones Federales de la Secretaría de Desarrollo Urbano y Ecología, de 1986 a 1987.

### Senado de la República
Durante la campaña electoral de 1988 se desempeñó como Coordinador General de la Campaña para Senador de la República por el estado de San Luis Potosí de Fernando Silva Nieto, quien resultó ganador de la contienda. Subsecuentemente, fue nombrado Secretario técnico de la Segunda Comisión de Gobernación del Senado, puesto que ocupó hasta el final de la gestión, en 1991.

## Direcciones y Coordinaciones Generales
Después de su desempeño en ambas cámaras del Congreso de la Unión, ocupó su primer cargo de dirección al ser nombrado director de Organización Social de la Coordinación General del Programa de Solidaridad en la Ciudad de México en 1992; el año siguiente fue nombrado director general de Programación y Presupuesto de la misma dependencia y, entre 1994 y 1995, quedó al frente ella, teniendo el cargo de coordinador general del Programa. Al término de su gestión, se desempeñó como Subdelegado Jurídico y de Gobierno en la Delegación de Coyoacán del Departamento del Distrito Federal, de 1995 a 1996.

## Gobierno del Estado de San Luis Potosí
Una vez que Fernando Silva Nieto fue elegido gobernador de San Luis Potosí, sería nombrado director general de Enlace Institucional del Gobierno de San Luis Potosí en la Ciudad de México, en 1997. Al mismo tiempo, se desempeñó como asesor del gobernador el resto del sexenio, hasta 2002. 

## Diputado federal
Fue nombrado diputado federal plurinominal de la Segunda Circunscripción, para ser parte de la LXI Legislatura del Congreso de la Unión de México en 2009 y hasta 2012. 
En el cargo se desempeñó como Coordinador de los Diputados del San Luis Potosí, y formó parte de la Comisión de la Reforma Agraria y la Comisión de Economía; en esta última trabajó en una revisión de las tarifas de consumo eléctrico, así como en incentivar actividades productivas por medio del fortalecimiento de programas como el Fondo Pyme (Fondo de Apoyo para la Micro, Pequeña y Mediana Empresa), el FONAES (Fondo Nacional de Apoyo para las Empresas en Solidaridad), y el Prosoft (Programa para el Desarrollo de la Industria del Software).

## Consejero político nacional del PRI
En 2013 es nombrado consejero político nacional del PRI para el período 2013 - 2016. Dicho nombramiento se dio en el contexto del V Consejo Político Nacional del PRI.